# SSUH2
SSUH2 (англ. Ssu-2 homolog (C. elegans)) – білок, який кодується однойменним геном, розташованим у людей на 3-й хромосомі. Довжина поліпептидного ланцюга білка становить 353 амінокислот, а молекулярна маса — 39 845.
| 10         |  | 20         |  | 30         |  | 40         |  | 50         |
| ---------- |  | ---------- |  | ---------- |  | ---------- |  | ---------- |
| MPSPVGLLRA |  | LPLPWPQFLA |  | CTLRRLAGPR |  | ESTGPSQKPP |  | PLCSVPCRVP |
| AMTEEVAREA |  | LLSFVDSKCC |  | YSSTVAGDLV |  | IQELKRQTLC |  | RYRLETFSES |
| RISEWTFQPF |  | TNHSVDGPQR |  | GASPRLWDIK |  | VQGPPMFQED |  | TRKFQVPHSS |
| LVKECHKCHG |  | RGRYKCSGCH |  | GAGTVRCPSC |  | CGAKRKAKQS |  | RRCQLCAGSG |
| RRRCSTCSGR |  | GNKTCATCKG |  | EKKLLHFIQL |  | VIMWKNSLFE |  | FVSEHRLNCP |
| RELLAKAKGE |  | NLFKDENSVV |  | YPIVDFPLRD |  | ISLASQRGIA |  | EHSAALASRA |
| RVLQQRQTIE |  | LIPLTEVHYW |  | YQGKTYVYYI |  | YGTDHQVYAV |  | DYPERYCCGC |
| TIV        |  |            |  |            |  |            |  |            |

A: Аланін

C: Цистеїн

D: Аспарагінова кислота

E: Глутамінова кислота

F: Фенілаланін

G: Гліцин

H: Гістидин

I: Ізолейцин

K: Лізин

L: Лейцин

M: Метіонін

N: Аспарагін

P: Пролін

Q: Глутамін

R: Аргінін

S: Серин

T: Треонін

V: Валін

W: Триптофан

Задіяний у такому біологічному процесі, як альтернативний сплайсинг. 
Локалізований у цитоплазмі, ядрі.